# 沃森與克里克
沃森與克里克（Watson-Crick）是詹姆斯·杜威·沃森與佛朗西斯·克里克二人的合稱。他們在1950年代以羅莎林·富蘭克林和威尔金斯提供的衍射图谱为基础，一起發現DNA分子的結構，因此項成就在1962年與摩里斯‧威爾金斯共同獲得诺贝尔生理学或医学奖。他們的研究成果也奠定人类基因组计划的基礎。
- 雙股螺旋 (幾何形狀)
- 《双螺旋：发现DNA结构的故事》 (詹姆斯·沃森所著的書)

## 拓展阅读
- 沃森与克里克：互补的一对 （页面存档备份，存于）（简体中文）
- The Watson-Crick Model of DNA (1953) （页面存档备份，存于）（英文）